# Cissus leucophleus
Cissus leucophleus är en vinväxtart som först beskrevs av Scott Elliot, och fick sitt nu gällande namn av Karl Suessenguth. Cissus leucophleus ingår i släktet Cissus och familjen vinväxter. Inga underarter finns listade i Catalogue of Life.